# Kowalów (przystanek kolejowy)
Kowalów – przystanek kolejowy w Kowalowie w Polsce, w województwie lubuskim, w powiecie słubickim, w gminie Rzepin. 

## Wymiana pasażerska
| Rok  | Wymiana pasażerska na dobę |
| ---- | -------------------------- |
| 2017 | 20-49                      |
| 2022 | 20-49                      |